# Vương triều thứ Mười của Ai Cập
Vương tiều thứ Mười của Ai Cập cổ đại (ký hiệu: Triều X) là một vương triều các pharaon cai trị trong thời gian khoảng từ năm 2160 đến năm 2025 trước Công nguyên.

## Cai trị
Vương triều thứ 9 được thành lập tại Herakleopolis Magna và sau đó vương triều thứ 10 tiếp tục. Tại thời điểm này, Ai Cập không được thống nhất và có một số sự bất đồng giữa các địa phương khác nhau.

Sau đây là một danh sách các vị vua cai trị trong vương triều này, sắp xếp dựa trên di chỉ khảo cổ Turin, được Wahkare Khety và Merykare liệt kê và cho rằng chắc chắn chứng thực bởi những cuộc khai quật khảo cổ:
| Tên               | Ghi chú                                                                 |
| ----------------- | ----------------------------------------------------------------------- |
| Meryhathor(?)     | -                                                                       |
| Neferkare VIII    | Có thể là Kaneferre, đề cập bởi Ankhtifi                                |
| Wahkare Khety III | Có thể là tác giả của Dạy cho Vua Merykare (Teaching for King Merykare) |
| Merykare          | -                                                                       |
| tên không rõ      | Một sự cai trị không lâu của người kế thừa Merykare                     |